# Kemeni
Kemeni is een gemeente (commune) in de regio Ségou in Mali. De gemeente telt 13.400 inwoners (2009).
De gemeente bestaat uit de volgende plaatsen:
- Kampolosso I
- Kampolosso II
- Kanouala
- Kemeni
- Kokosso
- N'Tiesso I
- N'Tiesso II
- N'Tiesso III
- Niakinèsso
- Sokè
- Tèrèmèsso